# San Francisco Buenavista, Tianguismanalco
San Francisco Buenavista är en ort i Mexiko.   Den ligger i kommunen Tianguismanalco och delstaten Puebla, i den sydöstra delen av landet, 90 km sydost om huvudstaden Mexico City. San Francisco Buenavista ligger 2 047 meter över havet och antalet invånare är 485.
Terrängen runt San Francisco Buenavista är kuperad åt nordväst, men åt sydost är den platt. Runt San Francisco Buenavista är det tätbefolkat, med 476 invånare per kvadratkilometer. Närmaste större samhälle är Cholula, 16,9 km nordost om San Francisco Buenavista. Omgivningarna runt San Francisco Buenavista är en mosaik av jordbruksmark och naturlig växtlighet.